# Idrees Sulieman
Idrees Sulieman, né le 7 août 1923 à St. Petersburg en Floride et décédé le 23 juillet 2002 dans la même ville, est un trompettiste de jazz américain qui participa au mouvement bebop. On prétend parfois qu'il fut le premier trompettiste à avoir joué du bebop avec le pianiste et compositeur Thelonious Monk mais cela ne peut être attesté puisque Sulieman n'a pas enregistré avant 1947.

## Biographie
Il a étudié au Conservatoire de Boston et très vite il acquit de l'expérience en jouant avec les Carolina Cotton Pickers et l'orchestre de Earl Hines de 1943 à 1944. Pendant un temps il fut lié à Mary Lou Williams. Il a également enregistré avec Thelonious Monk en 1947 et avec Cab Calloway, Count Basie et Lionel Hampton. Sulieman enregistra avec Coleman Hawkins en 1957 et joua avec Randy Weston en 1958-1959. Il se rendit en Europe en 1961 avec Oscar Dennard, s'installa à Stockholm, puis à Copenhague en 1964. Il fut un soliste du Clarke-Boland Big Band du milieu des années 1960 à 1973. Sulieman a beaucoup travaillé avec des orchestres de radio.
Idrees Sulieman est mort d'un cancer en 2002 au St. Anthony's Hospital dans sa ville natale de St. Petersburg en Floride.

## Discographie

### En tant que leader
- Swedish Columbia (1964)
- SteepleChase (1976 et 1985)

### En tant que sideman
- Blue Gene avec Gene Ammons (Prestige, 1958)

The Cats 1957 avec J. Coltrane I.Sulieman K. Burrell et T. Flanagan.